# Compromis de Bréda
Le compromis de Bréda est un texte rédigé par Philippe de Marnix de Sainte-Aldegonde,  à Bréda dans les Pays-Bas espagnols, lors d'une réunion d'une douzaine de nobles néerlandais le 16 février 1566. Parmi les personnes présentes, on trouve le prince d'Orange, le comte d'Egmont, le comte de Hornes, le marquis de Berghes, Jean de Montigny, Jean  de Marnix, le comte de Culembourg et le comte de Brederode.
Ce texte est le point de départ de la requête dite « Compromis des Nobles » présentée le 5 avril 1566 à Marguerite de Parme, gouvernante des Pays-Bas au nom de Philippe II. 

## Contenu du Compromis
Les participants s'opposent à l'introduction de l'Inquisition, qu'ils considèrent comme incompatible avec les lois divines et humaines. 

## Élaboration de la requête
Les membres du compromis tiennent ensuite des assemblées à Hoogstraten et en d'autres villes, et délibèrent sur une requête à présenter à la gouvernante (Compromis des Nobles). 
La requête rassemble en moins de deux mois quatre cents gentilshommes, tant catholiques que protestants. Elle est dirigée par Henri de Brederode, Louis de Nassau (un frère du prince d'Orange), Charles de Mansfeld (fils du comte Pierre-Ernest 1er de Mansfeld), le comte de Culembourg, etc. 
Le prince d'Orange, le comte d'Egmont et le comte de Hornes, quoiqu'ils aient participé au Compromis de Bréda, ne signeront pas le Compromis des Nobles.

## Sources
- Maximilian Samson Friedrich Schoell, Cours d'histoire des états européens depuis le bouleversement de l'Empire romain d'Occident jusqu'en 1789, vol. 19, Paris, Berlin, Gides, Duncker et Humblot, 1831 (présentation en ligne)